# Losesjön
Losesjön är en sjö i Söderhamns kommun i Hälsingland och ingår i Nianån-Norralaåns kustområde. Sjön är 6 meter djup, har en yta på 1,91 kvadratkilometer och befinner sig 31 meter över havet. Sjön avvattnas av vattendraget Höljån. Vid provfiske har bland annat abborre, braxen, gers och gädda fångats i sjön.

## Delavrinningsområde
Losesjön ingår i det delavrinningsområde (681185-156379) som SMHI kallar för Utloppet av Losesjön. Medelhöjden är 46 meter över havet och ytan är 10,71 kvadratkilometer. Räknas de 5 avrinningsområdena uppströms in blir den ackumulerade arean 32,73 kvadratkilometer. Avrinningsområdets utflöde Höljån mynnar i havet. Avrinningsområdet består mestadels av skog (73 procent). Avrinningsområdet har 1,96 kvadratkilometer vattenytor vilket ger det en sjöprocent på 18,3 procent.

## Fisk
Vid provfiske har följande fisk fångats i sjön:
- Abborre
- Braxen
- Gärs
- Gädda
- Gös
- Löja
- Mört
- Siklöja